# Raczyński

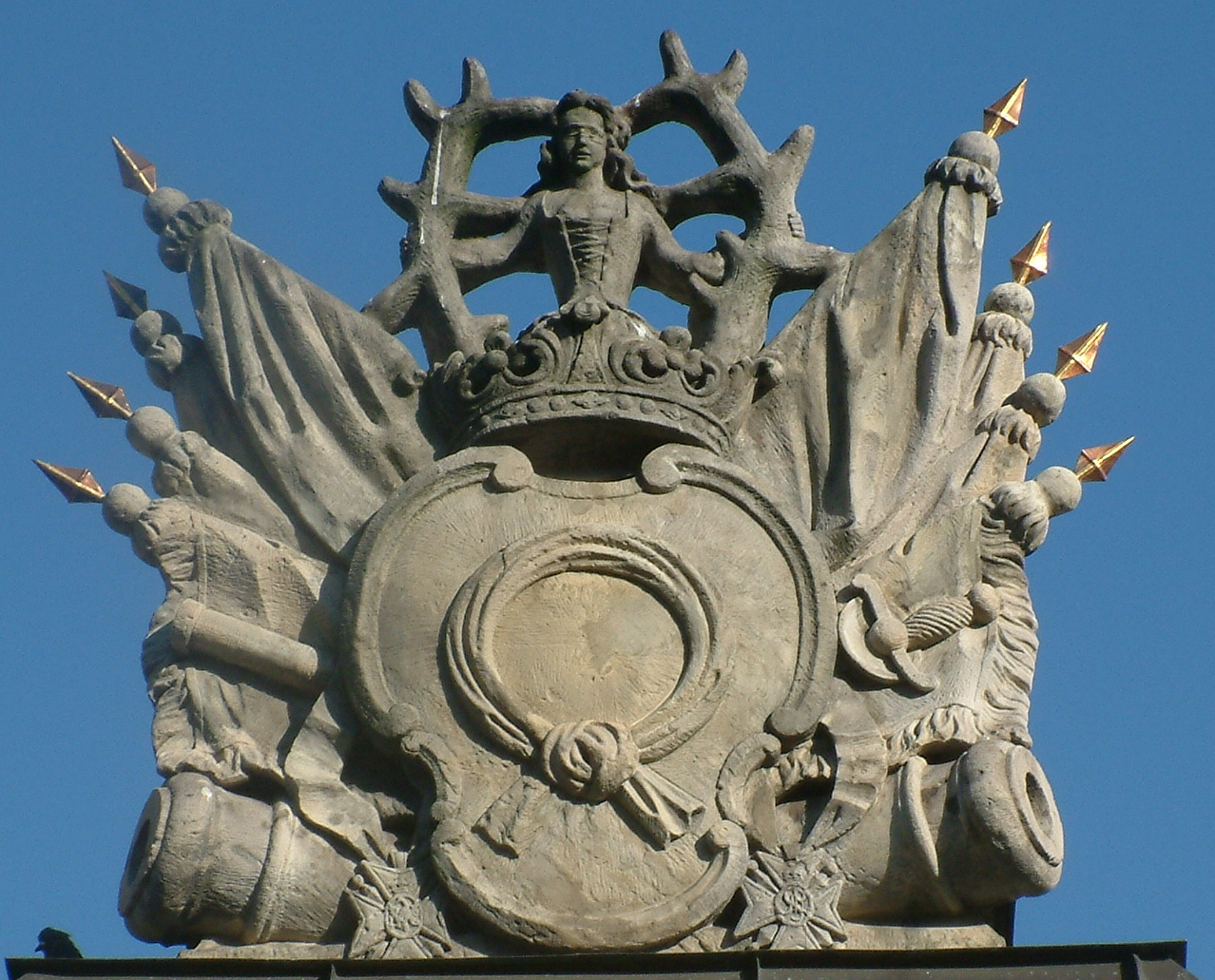
O brasão de armas Nałęcz de Kazimierz Raczyński em Poznan

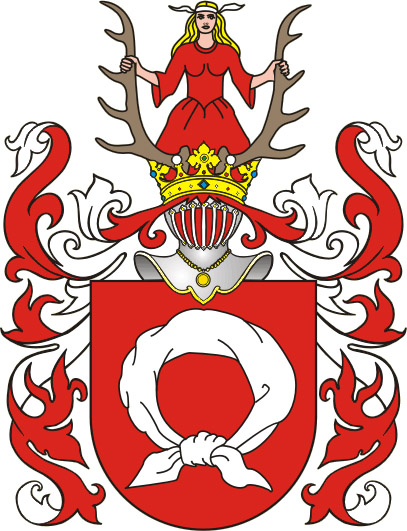
Brasão da família polaca Raczyński, Nałęcz

Raczyński foi uma importante família da nobreza polaca (magnatas da Szlachta), e a forma feminina do nome é Raczyńska. A família Raczyński foi um membro da comunidade cristã Nałęcz . Surgiram na área de Wieluń, onde são pela primeira vez mencionados em 1541.
O assento ancestral da família foi considerado desde o Séc. XVIII em Rogalin, perto de Poznan.

## Membros Notáveis
- Michał Kazimierz Raczyński (1650-1737, pai de Victor e Leon), voivoda de Poznań.
- Wiktor Raczyński (1698-1764, pai de Kazimierz).
- Leon Raczyński (1698-1755, pai de Filip Nereusz).
- Conde Kazimierz Raczyński, (1739-1824), general polaco, marechal da Grande Polónia.
- Conde Filip Nereusz Raczyński, (1747-1804, primo e genro de Kazimierz), general polaco.
- Conde Edward Raczyński, (1786-1845, filho de Filip Nereusz), escritor, filantropo.
- Conde Atanazy Raczyński, (1788-1874, filho de Filip Nereusz), diplomata, patrono das artes. Escreveu sobre a Arte em Portugal.
- Conde Karol Edward Raczyński (1817-1899, filho de Atanazy), proprietário da Villa Raczyński em Bregenz.
- Conde Roger Maurycy Raczyński, (1820-1864, filho de Edward), estadista polaco.
- Conde Edward Alexander Raczyński, (1847-1926, filho de Roger Maurycy), patrono das artes.
- Conde Roger Adam Raczyński, (1889-1945, filho de Edward Alexander), diplomata, voivoda de Poznań.
- Conde Edward Bernard Raczyński, (1891-1993, filho de Edward Alexander), Presidente da Polônia no exílio.

## Galeria

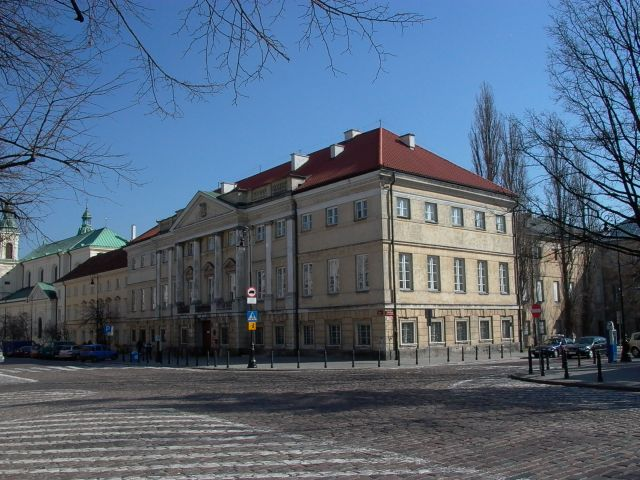
Palácio Raczyński em Varsóvia
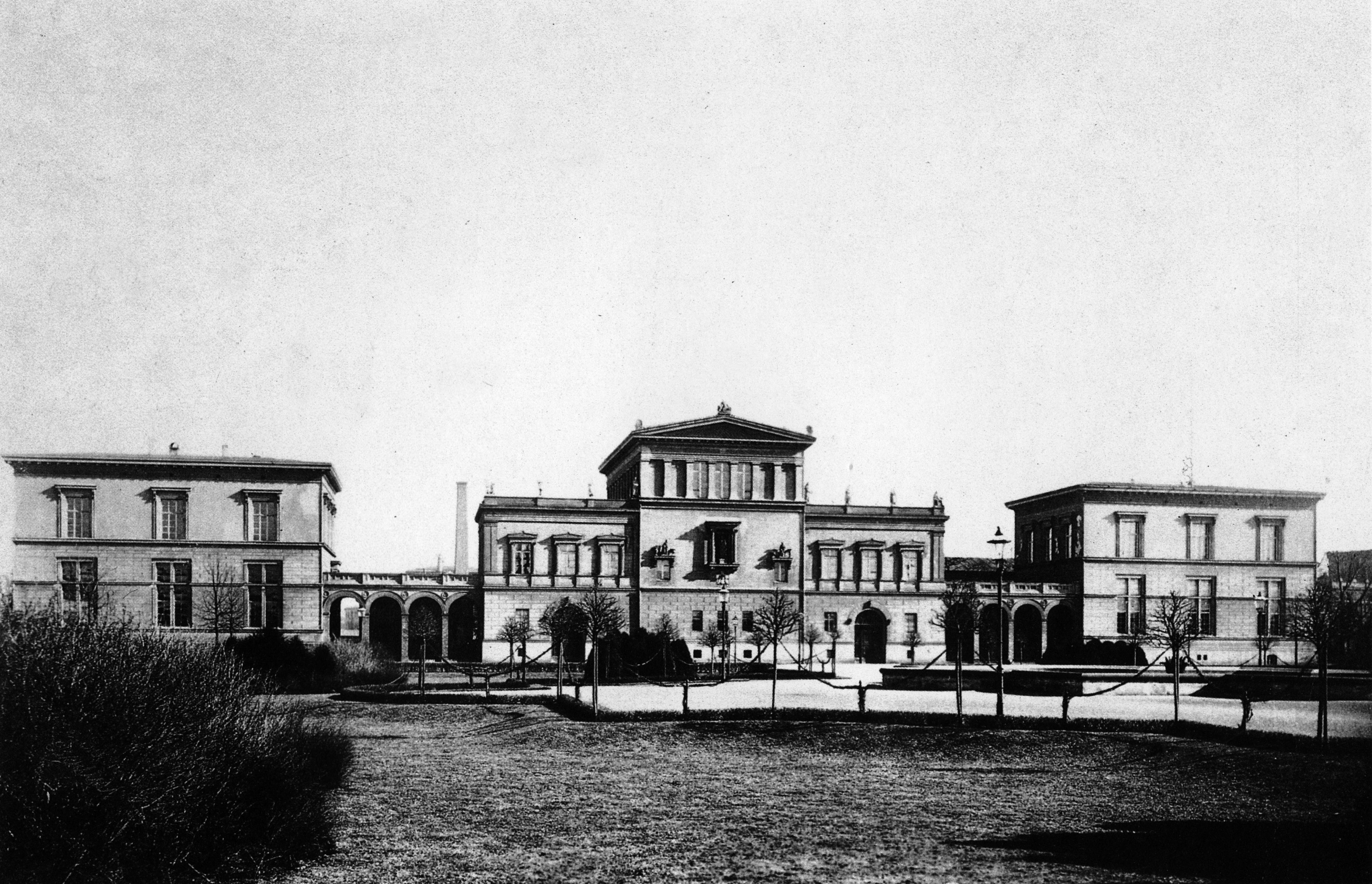
Palácio Raczyński em Berlim, 1844-1884
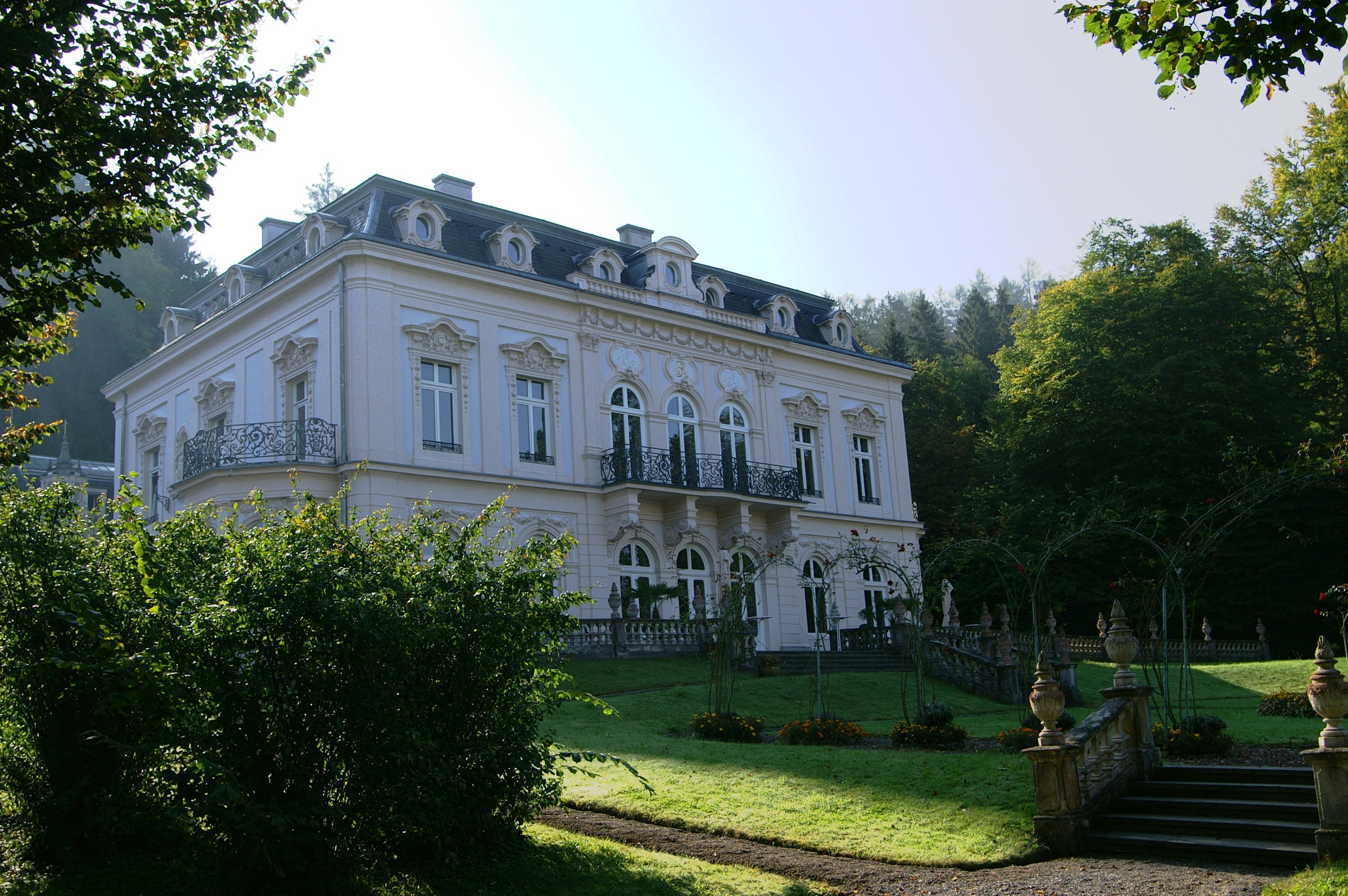
Villa Raczyński em Bregenz